# Pelycidion xanthias
Pelycidion xanthias is een slakkensoort uit de familie van de Pelycidiidae. De wetenschappelijke naam van de soort is voor het eerst geldig gepubliceerd in 1888 door Watson.